# Липник (Рибник)
45°33′ пн. ш. 15°20′ сх. д. / 45.55° пн. ш. 15.34° сх. д.
Липник (хорв. Lipnik) — населений пункт у Хорватії, у Карловацькій жупанії у складі громади Рибник.

## Населення
Населення за даними перепису 2011 року становило 65 осіб.
Динаміка чисельності населення поселення: